# Rafael Alba
Rafael Yunier Alba Castillo (Santiago di Cuba, 12 agosto 1993) è un taekwondoka cubano.

## Palmarès
- Giochi olimpici

Tokyo 2020: bronzo nei +80 kg.
- Mondiali

Puebla de Zaragoza 2013: oro negli 87 kg.
Čeljabinsk 2015: bronzo negli 87 kg.
Manchester 2019: oro nei +87 kg.
- Giochi panamericani

Toronto 2015: oro nei +80 kg.
- Campionati panamericani

Querétaro 2016: oro nei +87 kg.
- Giochi centramericani e caraibici

Veracruz 2014: oro negli 87 kg.
Barranquilla 2018: oro negli 87 kg.